# Мадридська угода (1526)
Мадридський договір — угода між імператором Священної Римської імперії Карлом V та королем Франції Франциском I, підписана в Мадриді 14 січня 1526 року.

## Передумови
Обрання Карла V імператором Священної Римської імперії вилилось у тривалу війну, що завершилась поразкою французьких військ та взяттям у полон короля Франциска I (24 лютого 1525 року поблизу міста Павія на півночі Італії). Згодом його переправили до Барселони, а потім до Мадрида.

## Зміст
14 січня 1526 року Карл V і Франциск I підписали Мадридську угоду, відповідно до якої французький король відмовлявся від претензій на Італію, Фландрію та Артуа, віддавав Бургундію Карлу V, погоджувався відправити двох синів до іспанського двору як заручників (гарантії виконання умов угоди), обіцяв одружитись із сестрою Карла Елеонорою та повернути герцогу Бурбонському Карлу III всі вилучені у нього землі.

## Наслідки
6 березня Франциск був звільнений, та в супроводі де Ланнуа відправився до Фуентеррабії. 18 березня він перетнув річку Бідасоа у північному напрямку, вступив на землю Франції, одночасно два його сини прослідували на південь, відправляючись заручниками до Іспанії.
Франциск, однак, не мав ніякого бажання виконувати решту умов Мадридської угоди. 22 березня, з благословення папи, він проголосив себе не пов’язаним умовами Мадридської угоди, як підписаної під тиском.
Незабаром воєнні дії було відновлено, але вже у 1529 році після серії поразок французьких військ та сепаратної змови папи римського з імператором, Франція була змушена укласти нову угоду (Барселонська угода 1529), остаточно відмовившись від зазіхань на Фландрію, Артуа та володіння в Італії, але зберігши Бургундію.